# 家庭電気文化会
一般社団法人家庭電気文化会（かていでんきぶんかかい）は、「家庭電気知識の普及並びに家庭電気機器の発達に寄与し、家庭文化の向上を図ること」を目的として昭和25年4月13日に設立された特例社団法人。経済産業省所管。東京都港区に事務所を置き、中部、関西、九州の三地方に支部を持つ。
会員は、東京電力や関西電力など全国の電力会社やパナソニックや東芝ライテックなどの家電メーカー、関電工やきんでんといった電気設備工事会社など電気事業にかかわりのある企業ばかりでなく、ダイキン工業のような空調メーカー、日本工学院専門学校の図書館、読売テレビ放送や朝日放送といったマスコミ各社など多種にわたる。個人も含めるとその会員数は145にのぼる。

## 所在地
- 〒105-0004　東京都港区新橋2-21-1　新橋駅前ビル2号館

## 事業内容
1. 家庭電気知識の普及に関する資料の収集および刊行物の出版
2. 家庭電気機器の普及、啓蒙

など4項目

## 主な刊行物
家庭電気文化会が発行する定期的に発行する刊行物には次のものがある（平成17年度）。
| 誌名                   | 発行     | 部数         | 略説                                              |
| ---------------------- | -------- | ------------ | ------------------------------------------------- |
| 家電月報ALLE（アルレ） | 毎月1日  | 16,400部/月  | 2015年4月号から誌名を「ALLE Smart Life」に変更。  |
| でんきDEハウジング     | 毎年10月 | 52,200部/年  |                                                   |
| 電気のはなし           | 毎年4月  | 717,350部/年 | 全国の小学校5年生に配布する、社会科学習の傍用資料 |
| 資源・エネルギー       | 毎年4月  | 277,900部/年 | 中学生に配布する、理科・社会科学習の傍用資料      |

その他にも「住宅の電気設備推奨基準」などがあり、分電盤を製造するメーカーの製造基準として採用されている。

## 沿革
- 1949年(昭和24年)9月20日　家庭電気文化会設立
- 1950年(昭和25年)4月13日　社団法人許可取得

## 参照ページ
- 住宅の電気設備推奨基準一部抜粋(未来工業株式会社資料)